# 소방전원 보존형 발전기 컨트롤러

## 소방전원 보존형 발전기 컨트롤러정의
"소방전원 보존형 발전기 제어장치"란 소방부하, 비상부하, 기타부하 겸용 발전기에 적용되는 제어장치로서 상용전원 공급 중단 시에는 모든 부하에 비상전원이 동시에 공급되고, 화재에 의해 과부하에 접근될 경우 기타부하의 일부 또는 전부를 자동적으로 차단하여 소방부하와 비상부하에 비상전원을 연속 공급하고, 그 작동 상태를 램프로 표시하는 소방전원 보존형 발전기의 제어장치를 말한다.
화재 발생 시 소방 부하에 안정적으로 전원을 공급하는 소방전원 보존형 발전기의 핵심 제어 장치이다. 일반적인 비상발전기 제어장치와 달리, 이 장치는 화재 상황에서 불필요한 부하를 자동으로 차단하고 소방에 필수적인 부하에만 전력을 집중적으로 연속 공급하는 기능을 수행한다. 이 제어 장치를 통해 발전기의 제한적인 용량을 효율적으로 관리하고, 소방 활동에 필수적인 설비에 안정적인 전원을 공급할 수 있다.

## 소방전원 보존형 발전기 컨트롤러의 필요성
- 국내 비상발전기 용량 산정 표준: 국내의 비상발전기 용량 선정은 LH공사 전기통신설비설계지침 등에 의해 화재 시 부하와 비 화재 정전 시 부하를 각각 집계하여 더 큰 한쪽 부하를 적용하여 정격출력용량을 산정한다. 이것은 경제성과 안전성을 위한 국내의 용량 산정 방식의 표준 격이고 보편화 되어 있다. 이에 화재 시의 용량 안전을 위한 안전 조치를 하지 않으면 과부하의 위험이 초래된다.[1]
- 화재신호에 의한 작동은 불가:  이 경우 화재 신호에 의해 전기 설비적인 인터록 회로로서 비상부하를 차단해 주는 조건은 소방시설의 점검이나 시운전 또는 비화재보에 의한 작동을 구분하지 못하기 때문에 안전성, 신뢰성을 확보하는 것이 불가능하여 실효성 있는 소방안전 보장이 어렵다.[2]
- 안전성 확립 필요:  이러한 과부하 조건으로 전원 공급이 원천 중단되는 사고를 방지하기 위해 개발된 발전기로서, 어떤 경우에서든 소방전원을 연속 공급하며 그 작동 상태가 표시되어 대피, 화재진압 및 소방활동이 가능하게 하는  소방전원 보존형 발전기에 사용되는 컨트롤러가 요구된다.[3],[4]

## 소방전원 보존형 발전기 컨트롤러의 핵심 기능
- 화재 시 기타 부하 자동 차단: 발전기의 용량 초과를 방지하고 소방 부하의 안정적인 전원 공급을 위해 기타 부하(예: 승용승강기, 공용 조명 등)를 자동으로 차단한다.
- 상태 표시: 소방 부하 및 기타 부하의 전원 공급 상태, 발전기 운전 상태, 경보 상태 등을 명확하게 표시하여 화재 상황에서 설비 상태를 신속하게 파악할 수 있도록 한다.
- 자동 기동 및 정지: 상용 전원 단절 시 발전기를 자동으로 기동시키고, 복구 시 자동으로 정지시키는 기본적인 비상발전기 제어 기능도 수행한다.

- 발전기 보호: 과전압, 과전류, 단락 등 발전기의 이상 상태를 감지하여 발전기를 보호하고 시스템의 안전성을 확보한다.

## 소방전원 보존형 발전기 컨트롤러의 종류
화재안전기술기준(NFTC 103, 2.10.5)에 비상발전기 제어장치는 비영리 공인기관의 공인시험을 필한 공인 제어장치를 적용하도록 되어 있다.
공인시험이란 형식시험 및 검수시험을 말하며, 그 시험성적서로 확인한다. 공인 제어장치는 GCF 및 CFS가 있다.
- 소방용 자가발전설비 제어장치 (GCF: Generator's Controller for Fire-Fighting): 비상발전기의 운전, 보호, 정지 등의 기본적인 제어 기능과 함께 소방전원 보존 성능을 내장한 제어장치이다. 화재 발생 시 과부하를 방지하기 위해 비상 부하를 자동으로 차단하고 소방 부하에 안정적으로 전원을 공급한다. 단독 운전용 비상발전기에 주로 적용된다. 신규 현장 및 기존의 용량 부족 조건 현장 및 성능 기준 위배된 제품의 보완용으로 적용된다.
- 소방전원 보존 제어장치 (CFS: Controller for Firefighting-Power Save): 비상발전기의 소방전원 보존 성능을 구현하는 별도의 제어장치이다. 기존 비상발전기에 추가하여 소방전원 보존 기능을 강화하거나, 병렬 운전 시스템에 적용될 수 있다. 신규 현장 및 기존의 용량 부족 조건 현장 및 성능 기준 위배된 제어장치의 데체용으로 적용된다.

## 소방전원 보존형 발전기 컨트롤러의 확인 방법
(사)한국소방기술사회에서 제어장치의 적정한 적용을 안내하는 자료로서 「소방용 비상발전기의 공인 제어장치 적용에 대한 기술지침」(2023.12. 21.) 및 「소방용 비상발전기의 공인 제어장치 적용 설계 기술지침」(2024.6. )을 제정 공표한 바 있다.
현장 진행 중인 경우 감리자는 보완 적용 대상으로서 현장 납품되기 전의 신규 제품의 경우에 도면검토(전원단선결선도) 시나 제작승인 및 납품시  화재안전기준을 근거로 이를 적용하도록 지도하는 것이 필요하다. 
현장 진행 중인 경우 감리자는 보완 적용 대상으로서 현장 납품되기 전의 신규 제품의 경우에 도면검토(전원단선결선도) 시나 제작승인 및 납품시  화재안전기준을 근거로 이를 적용하도록 지도하는 것이 유효하다. 

## 같이 보기
- 발전
- 전동기